# Szkocka Partia Pracy
Szkocka Partia Pracy (en. Scottish Labour Party, gael. Pàrtaidh Làbarach na h-Alba) jest częścią brytyjskiej Partii Pracy, która działa na obszarze Szkocji. Obecnie jest jedną z trzech co znaczących partii politycznych w Szkocji, po Szkockiej Partii Narodowej i Szkockiej Partii Konserwatywnej. SLP zajmuje 22 ze 129 miejsc w Parlamencie Szkockim oraz 37 z 57 szkockich miejsc w brytyjskiej Izbie Gmin. 
W marcu 2006 r. SLP liczyła 18 800 członków, zaś w lutym 2021 – 16 467. Roczny dochód partii w 2005 r. wyniósł 523 523 funty. Aktywa partii wynoszą 169 502 £.
Liderzy Szkockiej Partii Pracy
- 1999–2000: Donald Dewar
- 2000–2001: Henry McLeish
- 2001–2007: Jack McConnell
- 2007-2008: Wendy Alexander(inne języki)
- 2008–2008: Cathy Jamieson(inne języki) (p.o.)
- 2008–2011: Iain Gray(inne języki)
- 2011–2014: Johann Lamont(inne języki)
- 2014–2015: Jim Murphy
- 2015–2017: Kezia Dugdale(inne języki)
- 2017–2021: Richard Leonard(inne języki)
- od 2021: Anas Sarwar(inne języki)

## Poparcie

### Parlament Szkocki
- 1999 – 56 mandatów na 129 miejsc
- 2003 – 50 mandatów (6) na 129 miejsc
- 2007 – 46 mandatów (4) na 129 miejsc
- 2011 – 37 mandatów (7) na 129 miejsc
- 2016 – 24 mandaty (13) na 129 miejsc
- 2021 – 22  mandaty (2) na 129 miejsc